# Eric Villalón
Eric Villalón Fuentes (30 de abril de 1973) es un deportista español que compitió en esquí alpino adaptado. Ganó nueve medallas en los Juegos Paralímpicos de Invierno entre los años 1998 y 2006.

## Palmarés internacional
| Juegos Paralímpicos | Juegos Paralímpicos        | Juegos Paralímpicos | Juegos Paralímpicos            |
| Año                 | Lugar                      | Medalla             | Prueba                         |
| ------------------- | -------------------------- | ------------------- | ------------------------------ |
| 1998                | Nagano (Japón)             | Medalla de oro      | Eslalon B2                     |
| 1998                | Nagano (Japón)             | Medalla de oro      | Eslalon gigante B2             |
| 1998                | Nagano (Japón)             | Medalla de oro      | Supergigante B2                |
| 2002                | Salt Lake (Estados Unidos) | Medalla de oro      | Eslalon B1-2                   |
| 2002                | Salt Lake (Estados Unidos) | Medalla de oro      | Eslalon gigante B1-2           |
| 2002                | Salt Lake (Estados Unidos) | Medalla de plata    | Descenso B1-3                  |
| 2002                | Salt Lake (Estados Unidos) | Medalla de plata    | Supergigante B1-3              |
| 2006                | Turín (Italia)             | Medalla de plata    | Eslalon (disc. visual)         |
| 2006                | Turín (Italia)             | Medalla de bronce   | Eslalon gigante (disc. visual) |